# Конституционный суд Республики Татарстан
Конституционный суд Республики Татарстан (тат. Татарстан Республикасы Конституция суды) — специальный судебный орган Республики Татарстан по контролю за соблюдением конституции Татарстана, существовавший в 2000—2022 годах.

## История
После принятия Закона СССР от 23 декабря 1989 года «О конституционном надзоре в СССР», дающего право на создание собственных конституционных органов в союзных и автономных республиках, в Республике Татарстан одной из первых Законом РТ от 13 декабря 1990 года «О конституционном надзоре в Республике Татарстан» был образован Комитет конституционного надзора Республики Татарстан. Данный орган в составе 7 человек должен был обеспечивать соответствие актов государственных органов и общественных организаций относительно конституции Республики Татарстан, декларации о государственном суверенитете Республики Татарстан, охраны конституционных прав многонационального народа республики, прав и свобод личности, демократических основ советского общества, однако в реальности комитет не применял правила судебной процедуры, его решения не имели окончательной юридической силы, а механизм их исполнения не был чётко обозначен в законодательстве.
После принятия 6 ноября 1992 года новой конституции, предусматривавшей создание нового института конституционного контроля — Конституционного суда Республики Татарстан, тот был учрежден на основании Закона Республики Татарстан от 22 декабря 1992 года, который был тогда же введён в действие постановлением Верховного совета Республики Татарстан. Однако, по причинам отсутствия у российского руководства определенности по поводу существования в субъектах Российской Федерации собственного конституционного судопроизводства, Конституционный суд был образован только 29 июня 2000 года, когда первый его состав был избран Государственным советом Республики Татарстан. До того времени свои обязанности исполнял Комитет конституционного контроля, принявший за время работы более 50 решений.
В 2021 году председатель Государственного совета Республики Татарстан Ф. Х. Мухаметшин отметил, что «Конституционный суд Республики Татарстан на практике доказал свою социальную значимость», тогда как «конституционная юстиция в Республике Татарстан за небольшой срок своего существования делом доказала, что она может быть эффективным каналом формирования устойчивых взаимоотношений региональной власти и местного самоуправления, дополнительным инструментом в защите прав и свобод человека и гражданина». Тем не менее, после принятия поправок в конституцию Российской Федерации и ряда федеральных законов, предусматривающих ликвидацию конституционных судов в российских регионах, принятие новых дел к производству прекратилось, тогда как в Госсовете заявили о готовности упразднить Конституционный суд к 2023 году.
Последнее заседание Конституционного суда прошло 16 сентября 2022 года. За период своей работы суд рассмотрел более 300 дел, из которых большинство составили жалобы граждан на нарушение своих конституционных прав. Как отмечали эксперты, упразднение суда лишит Татарстан одной из ветвей власти, а вкупе с переименованием поста президента Татарстана приведёт к полному исчезновению остатков суверенитета. 20 октября Государственный совет Республики Татарстан принял закон о ликвидации Конституционного суда. Законопроект был внесён членами партии «Единая Россия» — вице-спикером Госсовета Ю. З. Камалтынов, председателем парламентского комитета по законности и правопорядку Ш. Ш. Ягудиным, главой комитета по госстроительству и местному самоуправлению А. Г. Хабибуллин. За проголосовали 75 депутатов, пять выступили против, один воздержался. Упраздение суда вступило в силу 31 декабря, его заменил Конституционный совет, не имеющий никаких судебных полномочий.

## Полномочия
Конституционный суд Республики Татарстан — это «судебный орган конституционного контроля, осуществляющий в форме конституционного судопроизводства судебную власть в целях защиты конституционного строя Республики Татарстан, основных прав и свобод человека и гражданина, поддержания верховенства в правовой системе Республики Татарстан и непосредственного действия Конституции Республики Татарстан на всей ее территории». Конституционный суд рассматривает дела о конституционности законов и нормативных правовых актов органов государственной власти Татарстана и местного самоуправления, соглашений о международных и внешнеэкономических связях до вступления их в силу, решает споры о компетенции между органами государственной власти РТ и органами местного самоуправления, а также выносит решения о конституционности действий президента Республики Татарстан и даёт толкование конституции Республики Татарстан. Правовые акты и их отдельные положения, которые были признаны неконституционными, утрачивают силу с момент опубликования решения Конституционного суда, которое является окончательным и не подлежащем опротестованию и обжалованию. Решения Конституционного суда Республики Татарстан являются обязательными для исполнения на всей территории Татарстана для всех государственных органов, органов местного самоуправления, организаций, должностных лиц, граждан и их объединений.
Конституционный суд Республики Татарстан состоит из шести судей — председателя, заместителя председателя и четырёх членов суда. Судьи Конституционного суда избираются на должность Государственным советом Республики Татарстан сроком на 10 лет, причём избрание на второй срок не допускается. Полномочия судей не ограничены определенным сроком. Судьёй Конституционного суда может быть избран гражданин Российской Федерации возрасте не моложе 25 лет, имеющий высшее юридическое образование, не имеющий судимости, вида на жительство или гражданства иностранных государств. Предельный возраст для пребывания судьё Конституционного суда составляет 70 лет. Председатель и заместитель председателя также назначаются Госсоветом по предложению судей Конституционного суда. Судьи Конституционного суда подчиняются только закону, обладают неприкосновенностью, а члены их семей и имущество охраняются государством. Полномочия судей приостанавливаются в связи признанием их безвестно отсутствующими, по причине возбуждения в их отношении уголовных дел, участия их выборах различного уровня. Полномочия же прекращаются в связи с признанием судьи виновным по уголовному делу, его смерти или объявления умершим, после подачи собственноручного заявления об отставке, по причине неспособности осуществлять свои обязанности из-за состояния здоровья.

## Председатели
- 2000—2004: Нафиев С. Х.
- 2004—2014: Демидов В. Н.
- 2014—2022: Хуснутдинов Ф. Г.

## Местоположение
Здание Конституционного суда Республики Татарстан располагалось в Казани на пересечении улиц Пушкина и Большая Красная, занимая вместе с министерством культуры Республики Татарстан дом № 66/33, выходящий фасадом на площадь Свободы.